# Octopussy and The Living Daylights
Octopussy and The Living Daylights (100.000 er budt, James Bond) er den fjortende og sidste James Bond-bog der bærer Ian Flemings navn. Bogen indeholder i sin nuværende form fire noveller der blev skrevet 1962-1963. De to titelnoveller blev imidlertid først udgivet samlet i bogform i 1966, to år efter Ian Flemings død. Året efter suppleredes med The Property of a Lady mens 007 in New York først indlemmedes så sent som i 2002.

## Plot
- Octopussy (Var det selvmord?) – Major Dexter Smythe er en livstræt herre der i sin tid blev rig på en naziskat. Men fortiden indhenter ham da Bond dukker op.
- The Living Daylights (Snigskytten) – Agent 272 skal krydse zonegrænsen i Berlin men russerne ved besked og har sendt deres bedste skytte i stilling. Bond får ordre til at dræbe skytten.
- The Property of a Lady (100.000 er budt) – En dobbeltagent "arver" et kostbart Fabergé-æg som skal sælges på auktion. Secret Service tror KGB's lokale chef vil presse prisen op.
- 007 in New York – Bond er på vej gennem New York med en advarsel. Undervejs gør han sig tanker om byen.

## Trivia
I The Property of a Lady medvirker juveleren Kenneth Snowman. Han fandtes også i virkeligheden og var en af de ledende Carl Fabergé-eksperter.

## Filmene
To af bogens noveller har lagt navn til James Bond-film:
- Octopussy der også inkluderer det meste af handlingen i The Property of a Lady.
- The Living Daylights